# إيرين دوهرتي
إيرين دوهرتي (بالإنجليزية: Erin Doherty)‏ هي ممثلة بريطانية، ولدت في 1992.

## وصلات خارجية
- إيرين دوهرتي على موقع IMDb (الإنجليزية)
- إيرين دوهرتي على موقع ألو سيني (الفرنسية)
- إيرين دوهرتي على موقع قاعدة بيانات الفيلم (الإنجليزية)